# Bijeljina
Bijeljina je mesto, središče istoimenske občine v severovzhodni Bosni in Hercegovini. Občina šteje po preliminarnih podatkih iz leta 2013 114.663 prebivalcev (mesto 45.291 prebivalcev), površine 734 km². Mesto je tudi gospodarsko, kulturno in zgodovinsko središče Semberije. Zaradi svoje lege, je mesto Bijeljina eden izmed centrov za proizvodnjo in predelavo hrane v Bosni in Hercegovini. V Bijeljini je dejanski oz. začasni sedež Zvorničko-Tuzlanske eparhije Srbske pravoslavne cerkve, ki obsega severovzhodni del BiH (nominalno je sedež v Tuzli).

## Zgodovina
Najstarejše sledi bivanja na področju današnej Bijeljine so še iz časov neolitske kulture. To področje je bilo pomembno križišče kulturnih vplivov v neolitiku, bronasti dobi in pozneje. Ime Bijeljina se prvič omenja leta 1446. V tem času je skozi Bijeljino potekala povezava od Zvornika za Mačvo in Mitrovico. Leta 1514 se omenja frančiškanski samostan Svete Marije v poljih v okolici Bijeljine. Temu obdobju pripada tudi trinajst stečkov (originalni naziv stećak), pri čemer sta dva dekorirana, na štirih pa se nahajajo deloma  čitljivi napisi. V zaselku Mitrovići, v vasi Gornji Dragaljevac se na dveh lokacijah nahajajo trije stečki, pri čemer je en okrašen z motivi rastlinske stilizacije in živali, ter je prenešen na zgradbo osnovne šole v vasi. V času turške zasedbe, je župa Bijeljina pripadala nahiji Koraj, od leta 1634 dalje pa se Bijeljina omenja tudi kot sedež kadiluka. V času Avstro-Ogrske in v vojni leta 1876 je mesto pretrpelo velike izgube.
Med islamskimi sakralnimi objekti tega časa je posebej znana Sultan Sulejmanova ali Atik džamija, zapuščina turškega sultana Sulejmana veličastnega. 
Med pravoslavnimi sakralnimi objekti je posebej pomemben samostan Svete Trojice Manastir Travna, ki se nahaja na viru rečice Tavne, približno 18 km od Bijeljine.
Meni se, da ime Semberija izhaja iz naziva rodu osmanske vojske. Bosanskohercegovski zgodovinar Hamdija Kreševljaković (1888-1959) je menil, da ime izhaja iz naziva rodu zemberi (strelci). Sama beseda zemberek je perzijskega porekla in pomeni vzmet, špirala. Bosanskohercegovski jezikoslovec Abdulah Skaljić v svojem delu Turcizmi u srpsko-hrvatskom jeziku (Turcizmi v srbo-hrvaškem jeziku) navaja, da jo to neke vrste puška ali top z zembrekom. Naziv Semberija je torej nastal v času turške nadvlade in ne pred prvo polovico XVI. stoletja.
Utrdbo v Bijeljini so sestavljali rovi s palisadami okoli kamnitih objektov, džamije sultana Sulejmana II in turškega kopališča (hamama), kot zaključka džamije. Avstrijci so septembra 1716 napadli Bijeljino, kjer so naleteli na močan odpor domačega prebivalstva. Ker branilci niso imeli močnejše trdnjave, so se branili iz džamije in hamama, ki sta bila obzidana s tesanim kamnom. Avstrijska vojska je s topovskim obstreljevanjem v precejšnji meri poškodovala oba objekta. Po zavzetju Bijeljine je mesto do nove avstro-ogrske vojne leta 1739 padlo pod oblast Avstrijskega cesarstva. Po ponovni vzpostavitvi osmanske oblasti v Bijeljini ni bilo sezidano utrjeno mesto, temveč so samo obnovili stare objekte. V tem času je bila Bijeljina znana po velikem številu trgovev in obrtnikov različnih dejavnosti. Leta 1868 so Bijeljino povezali s telegrafsko žico s Tuzlo in Sarajevom.  Med sbrsko-osmansko vojno v letih 1876 in 1877 so enote srbske drinske vojske obsedale mesto Bijeljina, ki ga pa zaradi močnega odpora osmanske vojske in domačega prebivalstva niso nikoli osvojili.
Med prvo srbsko vstajo med letoma 1804 in 1813 se je Bijeljina priključila srbskim upornikom proti Osmanskemu cesarstvu.
Med državljansko vojno v Bosni in Hercegovini, je Bijeljina bila center samoklicane Srbske avtonomne oblasti (SAO) Semberija in Majevica, ki so jo organizirale srbske oblasti. Mesto in občina sta med vojno doživela korenite demografske spremembe. V mesto, ki je bilo pred vojno z večinskim muslimanskim prebivalstvom, so v prvih dneh aprila 1992 vdrle paravojaške enote pod vodstvom Željka Ražnatovića Arkana ter zasedle mesto in so nesrbsko prebivalstvo nasilno izselili iz mesta. Pri tem je bilo ubitih najmanj 48 civilistov muslimanske narodnosti. V mesto so se naselili begunci srbske narodnosti s področij pod bošnjaško in hrvaško oblastjo. Pred vojno je bilo podeželje večinoma poseljeno s srbskim prebivalstvom. Po končani vojni, se je v mesto vrnil del bošnjaškega prebivalstva, kar je narodnostno strukturo v mestu popravilo v korist Bošnjakov, a je večinsko prebivalstvo ostalo srbsko.
Mesto se uradno imenuje Bijeljina od leta 1918, v času Avstro-Ogrske se je mesto imenovalo Bjelina, pred tem pa tudi Bjilina ali Bilina.

## Geografija
Bijeljina je občinski center ravninske Semberije in gričevnate Majevice. Leži v samem jugozahodnem koncu Semberije, kjer ravnina prehaja v gričevnati predel, začenši s hribom Obrijez. Sama občina Bijeljina meji z juga in zahoda na občine Brčko, Lopare, Ugljevik, Zvornik, Teočak, na severu sega do reke Save in na vzhodu do reke Drine. Po podpisu Daytonskega sporazuma leta 1995 je občina Bijeljina v celoti vključena v entiteto Republika srbska.

## Deli naselja
Bijeljina.

## Prebivalstvo

### Občina Bijeljina
| Pregled števila prebivalcev po letih | Pregled števila prebivalcev po letih | Pregled števila prebivalcev po letih | Pregled števila prebivalcev po letih | Pregled števila prebivalcev po letih | Pregled števila prebivalcev po letih | Pregled števila prebivalcev po letih | Pregled števila prebivalcev po letih | Pregled števila prebivalcev po letih | Pregled števila prebivalcev po letih | Pregled števila prebivalcev po letih | Pregled števila prebivalcev po letih |
| ------------------------------------ | ------------------------------------ | ------------------------------------ | ------------------------------------ | ------------------------------------ | ------------------------------------ | ------------------------------------ | ------------------------------------ | ------------------------------------ | ------------------------------------ | ------------------------------------ | ------------------------------------ |
| 1879                                 | 1885                                 | 1895                                 | 1910                                 | 1921                                 | 1931                                 | 1948                                 | 1953                                 | 1961                                 | 1971                                 | 1981                                 | 1991                                 |
| -                                    | -                                    | -                                    | -                                    | -                                    | -                                    | -                                    | -                                    | -                                    | 86.826                               | 92.808                               | 96.988                               |

| Narodna sestava prebivalstva po letih | Narodna sestava prebivalstva po letih | Narodna sestava prebivalstva po letih |
| --- | --- | --- |
| 1971 | 1981 | 1991 |
| . skupaj: 86.826 Srbi 60.595 (69,78 %) Muslimani 23.343 (26,88 %) Hrvati 806 (0,92 %) Jugoslovani 747 (0,86 %) drugi in neznano 1.335 (1,53 %) | . skupaj: 92.808 Srbi 56.029 (60,37 %) Muslimani 24.282 (26,16 %) Hrvati 500 (0,53 %) Jugoslovani 8.200 (8,83 %) drugi in neznano 3.797 (4,09 %) | . skupaj: 96.988 Srbi 57.389 (59,17 %) Muslimani 30.229 (31,16 %) Hrvati 492 (0,50 %) Jugoslovani 4.426 (4,56 %) drugi in neznano 4.452 (4,59 %) |

### Bijeljina (naselje)
| Pregled števila prebivalcev po letih | Pregled števila prebivalcev po letih | Pregled števila prebivalcev po letih | Pregled števila prebivalcev po letih | Pregled števila prebivalcev po letih | Pregled števila prebivalcev po letih | Pregled števila prebivalcev po letih | Pregled števila prebivalcev po letih | Pregled števila prebivalcev po letih | Pregled števila prebivalcev po letih | Pregled števila prebivalcev po letih | Pregled števila prebivalcev po letih |
| ------------------------------------ | ------------------------------------ | ------------------------------------ | ------------------------------------ | ------------------------------------ | ------------------------------------ | ------------------------------------ | ------------------------------------ | ------------------------------------ | ------------------------------------ | ------------------------------------ | ------------------------------------ |
| 1879                                 | 1885                                 | 1895                                 | 1910                                 | 1921                                 | 1931                                 | 1948                                 | 1953                                 | 1961                                 | 1971                                 | 1981                                 | 1991                                 |
| -                                    | -                                    | -                                    | -                                    | -                                    | -                                    | -                                    | -                                    | -                                    | 24.761                               | 31.124                               | 36.414                               |

| Narodna sestava prebivalstva po letih | Narodna sestava prebivalstva po letih | Narodna sestava prebivalstva po letih |
| --- | --- | --- |
| 1971 | 1981 | 1991 |
| . skupaj: 24.761 Muslimani 14.929 (60,29 %) Srbi 7.630 (30,81 %) Hrvati 677 (2,73 %) Jugoslovani 637 (2,57 %) drugi in neznano 888 (3,58 %) | . skupaj: 31.124 Muslimani 15.015 (48,24 %) Srbi 7.866 (25,27 %) Hrvati 409 (1,31 %) Jugoslovani 6.028 (19,36 %) drugi in neznano 1.806 (5,80 %) | . skupaj: 36.414 Muslimani 19.024 (52,24 %) Srbi 10.450 (28,69 %) Hrvati 366 (1,00 %) Jugoslovani 3.452 (9,47 %) drugi in neznano 3.122 (8,57 %) |

## Klima
Bijeljina leži v zmerno kontinentalnem področju z letno osončenostjo 1800 do 1900 ur, ter z zmerno oblačnostjo, ki je največja januarja, februarja in novembra, najmanjša pa je od junija do septembra. Največ padavin pade marca in septembra, tako da je povprečna količina padavin okoli 850 mm/m². Letno se sneg v povprečju zadržuje 40 dni, povprečna letna srednja temperatura znaša okoli 11ºC, julija 22ºC in januarja -1ºC. Relativna vlažnost ozračja je od 70 do 80%.

## Vodne površine
Bistrik je vodni tok, ki teče od vasi Dvorovi do ustja v reko Dašnico, malo pred ustjem v reko Savo pri vzpetini Visoc. Bistrik je v resnici presušeni rokav reke Drine, medtem ko reka Dašnica zbira majhne potoke pritekajoče z Majevice. Danes so skoraj vsi vodni tokovi po semberijski ravnini bolj ali manj presahnili zaradi meliorizacije in izgradnje kanala Dašnica, ki s svojima dvema rokavoma teče od naselja Janja do Gornjega Crnjelova in približno označuje meje ravninske Semberije. Na jugu občine Bijeljina tečeta rečica Tavna in reka Janja v dolžini 57 km.
V vasi Dvorovi, 6 km od Bijeljine se nahajajo zdravilne terme Dvorovi. V sklopu zdravilišča je zgrajen kompleks petih zunanjih bazenov, napolnjenih s termalno in pitno vodo. V kompleksu je izgrajen tudi manjši športni center z igrišči za mali nogomet, odbojko, košarko in tenis. Termalna voda zdravilišča Dvorovi je temperature 74 °C in se tretira kot hipertermalna voda, ki pomaga pri zdravljenju raznih kožnih bolezni. Terme so tudi pomembno rekreacijsko središče za prebivalce Bijeljine.
Reka Drina pred svojim ustjem v reko Savo, na desnem bregu ponuja pogoje za kopanje in ribolov.

## Geološka postavka
V geološkem smislu je ravninska Semberija bila v preteklosti del Panonskega morja (Paratetis), ki je trajalo od začetka miocena okoli 30 milijonov let in je presahnilo v času ledenih dob. Današnji izgled ravnine je rezultat erozije v toku ledenih dob in še posebej rečnih naplavin. Griči so rezultat marinsko-jezerskih sedimentov, za razliko od Majevice, ki je flisni dinarid. Ravninska Semberija, kjer prevladuje plodna črnica, je naplavina današnje reke Drine.

## Gospodarstvo
Gospodarstvo Bijeljine je med vojno v Bosni in Hercegovini zamrlo. Pred vojno so v Semberiji delovale močne gospodarske organizacije, kot so PD Semberija, Panaflex, Kurjak, živilska industrija Sava in druge. Glede na pretežno ruralen prostor Semberije je kmetijstvo še vedno glavni gospodarski potencial regije.

## Znamenitosti
Na glavnem trgu v centru Bijeljine, pred občinsko zgradbo se nahaja spomenik kralju Petru Karađorđeviću. Spomenik je replika originalnega spomenika postavljenega pred drugo svetovno vojno. Avtor originalnega spomenika je bil hrvaški kipar Rudolf Valdec. Med drugo vojno so ustaši spomenik odstranili in ga uničili, po drugi vojni pa je tedanja oblast na istem mestu postavila spomenik borcem narodno osvobodilnega boja. Leta 1992, že med vojno v Bosni in Hercegovini je bila postavljena replika spomenika, delo srbskega kiparja Zorana Jezdimirovića. 
Sultan Sulejmanova ali Atik Džamija je posebej zanimiva vsled tega, ker ima njena munara dva šerefeta. Sezidana je na temeljih stare džamije, ki je bila izgrajena še pred letom 1566. Džamija je bila hudo poškodovana v napadu avstroogrske vojske leta 1716 in je bila pozneje do leta 1739 uporabljana kot cerkev. Po obnovi leta 1893 je spadala med najlepše in največje sakralne objekte islamske veroizpovedi v Bosni in Hercegovini. Med zadnjo vojno je bila džamija 13.marca 1993 porušena. Material je bil v celoti odnešen s področja džamije. Leta 2003, med pripravo izkopa za novo džamijo, pa so našli tudi temelje prvotne džamije. V mestu so še med drugimi tudi Muhamed Nedžihi-pašina džamija zgrajena v letih 1839/40, Salihbegovića džamija iz let 1876/76 in Hrpića džamija.
Samostan Tavna (Manastir Tavna) je lociran v južnem delu občine Bijeljina. Prvotni samostan je bil zapuščina sinov srbskega kralja Stefana Dragutina, Vladislava in Urošica. Današnji samostan je lociran na istem mestu, kot prvotni in je starejši od samostanov v okolici. V prvih letih turške oblasti je bil poškodovan, a so ga s pomočjo pravoslavne skupnosti počasi obnovili. Med letoma 1941 in 1945 je bil samostan poškodvan s strani ustašov. Po letu 1945 ga je tedanja oblast obnovila.
Samostan Svete Petke (Manastir Svete Petke) je novi samostan v severnem delu Bijeljine, v naselju Pet jezer (Pet jezera). Izgrajen je v ruskem stilu in posvečen Sveti Petki in Svetemu Sergeju. V samostanskem kompleksu se nahaja tudi dom starostnikov in spomenik padlim vojakom in civilom na strani Republike srbske (Republike Srpske) med zadnjo vojno.
Etno vas Stanišići (Etno selo Stanišići) je kompleks etno hiš postavljen v bližini mesta Bijeljina leta 2003. Vas je zgrajena okoli manjšega umetnega jezera in potoka. Vsebuje vodni mlin tipičen za reko Drino iz leta 1917, potočni vodni mlin iz leta 1937, mlekarski objekt iz leta 1948, kamniti vodnjak ter ostale kmečke objekte .

## Kulturna dejavnost
V mestu Bijeljina je Narodna knjižnica z bogatim fundusom knjig, saj ga tvori čez 100.000 naslovov. Knjižnica je ustanovljena leta 1932. [Muzej] Semberije je bil ustanovljen leta 1970. Glavna muzejska usmeritev se nanaša na bogata arheološka najdišča na področju Semberije. V mestu Bijeljina je tudi sedež televizijske postaje BN Televizija.

## Šolstvo
Prva osnovna šola v mestu Bijeljina je bila odprta leta 1838 in je bila konfesionalnega tipa. Po drugi svetovni vojni je s spremembo šolskega sistema leta 1951 odprta prva osemletna osnovna šola. Naslednje osnovne šole so bile odprte v letih 1956, 1959 in 1966. V mestu od leta 1953 deluje tudi osnovna glasbena šola. 
V Bijeljini so poleg gimnazije "Filip Višnjić" še Kmetijska srednja šola, Srednje tehniška šola s strojnimi in elektrotehniškimi usmeritvami, Srednja ekonomska šola, Srednja gradbena šola in Srednja glasbena šola.
Od leta 1992 je Bijeljina tudi Visokošolsko središče, s tedaj ustanovljenima  Višjo šolo za zunanjo trgovino in Učiteljsko fakulteto, ki še danes deluje samostojno. Danes delujeta v Bijeljini dve univerzi in sicer Univerza v Bijeljini s štirimi fakultetami (farmacevtska, kmetijska, za zdravstvene študije, za psihologijo) ter zasebna univerza Sinergija s šestimi fakultetami, članicami Univerze (poslovna ekonomija, pravo, iračunalništvo in informatika, filologija, dramske in filmske umetnosti, varnost in zaščita v Banja Luki). Na vseh visokošolskih ustanovah se šolajo študentje iz celotne Bosne in Hercegovine.

## Šport
V Bijeljini delujejo nogometni klub Radnik Bijeljina, rokometni klub Bijeljina in košarkarski klub Budučnost Bijeljina.

## Znane osebnosti
- Savo Milošević, nogometaš, reprezentant ZR Jugoslavije
- Filip Višnjić, ljudski pesnik
- Rodoljub Čolaković, revolucionar, literat in politik, narodni heroj
- Cvijetin Mijatović, politik, predsednik predsedstva SFRJ, narodni heroj
- Ivan Knežević (knez od Semberije), vojaška oseba
- Milenko Atanacković, slikar
- Stevica Krajinović, operni pevec
- Elez Dervišević, najmlajši vojak Prve svetovne vojne
- Milivoje Mladenović, pisatelj
- Salih Alić, pesnik
- Mustafa Hadžigrabčanovič, pesnik
- Srđan Vuletić, režiser in scenarist
- Husref Musemić, nogometni trener, reprezentant SFRJ
- Lazar Manojlović, pisatelj, novinar
- Branko Milovanović, slovensko-srbski ugankar
- Alija Alijagić, revolucionar
- Ljiljana Rikić, filantrop
- Fedor Hanžeković, (1913 do 1997), hrvaški filmski režiser
- James Haim Pinto, (1907 do 1987), ameriško mehiški slikar, judovskega rodu
- Marica Gajić, košarkarica